# Mònica Terribas i Sala
Mònica Terribas i Sala (Barcelona, 16 de gener de 1968) és una periodista catalana, professora titular de la Universitat Pompeu Fabra. Del 2008 al 2012 fou directora de Televisió de Catalunya i l'any següent, consellera delegada i editora del diari Ara. Des del 2 de setembre de 2013 fins al 17 de juliol de 2020 va ser la conductora i directora d'El matí de Catalunya Ràdio. Des de febrer de 2022 és vicepresidenta d'Òmnium Cultural.

## Biografia
Llicenciada en periodisme per la Universitat Autònoma de Barcelona el 1991, Terribas es doctorà en filosofia per la Universitat de Stirling (Escòcia) el 1994, amb una tesi sobre televisió, identitat nacional i esfera pública ("Television, national identity and the public sphere - a comparative study of Scottish and Catalan discussion programmes"). Terribas va dur a terme els estudis de doctorat amb a una beca del British Council i la Fundació "la Caixa".
Després d'una temporada com a redactora en els serveis informatius de la cadena de ràdio Cadena 13, el 1988 va començar a treballar en televisió, en l'equip de Joaquim Maria Puyal i des de llavors ha participat en diversos programes de Televisió de Catalunya (coordinació, guionista o direcció) en: La vida en un xip (1989–1991), Tres pics i repicó, Un tomb per la vida (1993–1994), Persones humanes (1994–1996), Som i serem (1995–1996), Avisa'ns quan arribi el 2000 i Temps era temps. Va dirigir i va presentar el debat Les dues cares (2002).
Del 2002 al 2008 va conduir i, posteriorment, dirigir el programa d'anàlisi informativa de Televisió de Catalunya La nit al dia. El maig del 2008 va ser nomenada directora de Televisió de Catalunya en substitució de Francesc Escribano, càrrec que va ocupar fins a l'abril de 2012, moment en què va ser rellevada per Eugeni Sallent. Sota la direcció de Terribas, TV3 va aconseguir recuperar el lideratge d'audiència, després que Telecinco ocupés aquesta posició durant set anys. L'agost del 2012 es va incorporar al diari Ara com a editora i consellera delegada, un càrrec que va deixar el juliol del 2013.

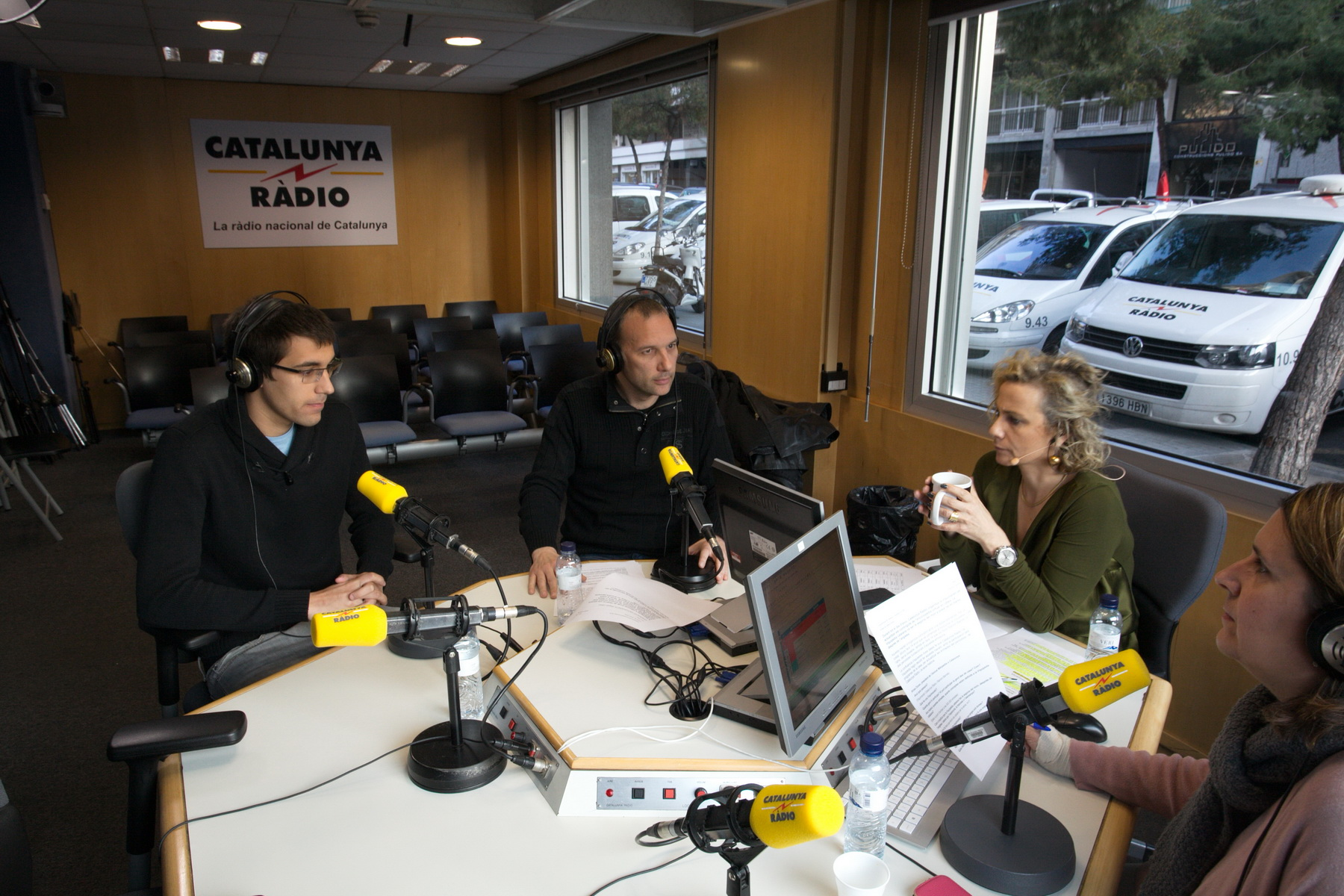
Mònica Terribas (segona de la dreta), a El matí de Catalunya Ràdio, el 2015

El 2 de setembre de 2013 va començar una nova etapa com a directora del programa El matí de Catalunya Ràdio, en substitució de Manel Fuentes. El 2014 presentà, amb Quim Masferrer, la Marató contra les malalties del cor.
Terribas és professora titular del departament de Periodisme i Comunicació Audiovisual de la Universitat Pompeu Fabra, on imparteix docència a l'Àrea de Teoria de la Comunicació. Des del 2000 fins al 2004 fou vicedegana dels estudis de Periodisme de la mateixa universitat. És membre de la Junta d'Estudis de Periodisme de la Universitat Pompeu Fabra i ha estat membre de la Junta del Col·legi de Periodistes de Catalunya.

## Premis i reconeixements
Ha rebut el Premi Serrat i Bonastre de televisió del Col·legi d'Enginyers Industrials de Catalunya (2002), el Premi Nacional de Periodisme (2003), la distinció del Premi Ciutat de Tarragona de Comunicació (2003), el Premi de l'Associació Espanyola de Professionals de Ràdio i Televisió (2003), el Premi Zapping al millor programa informatiu i el Premi Zapping a la millor conductora d'informatius (2004), el Premi de Comunicació Universitat Ramon Llull (2004), el Premi 1924 de Comunicació Audiovisual, concedit per Ràdio Associació de Catalunya (2004), el Premi Òmnium Cultural al millor programa de televisió (2005), el Premi Ciutat de Barcelona de televisió (2006), el Premi Quim Regàs de Periodisme (2009) i el Memorial Francesc Macià (2012).